# Championnat d'Uruguay de football 1934
Navigation
Édition précédente Édition suivante
| \| Montevideo: · Defensor · Bella Vista · Central · Wanderers · Nacional · Peñarol · Racing Club · Rampla Juniors · River Plate · Sud América Montevideo \| Localisation des clubs engagés dans le championnat. |
| Montevideo: · Defensor · Bella Vista · Central · Wanderers · Nacional · Peñarol · Racing Club · Rampla Juniors · River Plate · Sud América Montevideo                                                           |

La 32e édition du championnat d'Uruguay de football est remportée par le Club Nacional de Football. C’est le deuxième titre de champion du club dans l’ère professionnelle, le deuxième consécutif. Nacional l’emporte avec trois points d'avance sur le Peñarol. Montevideo Wanderers complète le podium. 
Aucun système de promotion/relégation n’existe. Tous les clubs engagés lors de la saison se trouvent qualifiés pour la saison suivante, hors dissolution du club ou problèmes financiers.
Tous les clubs participant au championnat sont basés dans l’agglomération de Montevideo.

## Les clubs de l'édition 1933
| Club                             | Stade              | Capacité | Ville      |
| -------------------------------- | ------------------ | -------- | ---------- |
| Defensor Sporting Club           | -                  | -        | Montevideo |
| Club Atlético Bella Vista        | Parque Bella Vista | -        | Montevideo |
| Central Español Fútbol Club      | -                  | -        | Montevideo |
| Montevideo Wanderers Fútbol Club | -                  | -        | Montevideo |
| Club Nacional de Football        | -                  | -        | Montevideo |
| Club Atlético Peñarol            | -                  | -        | Montevideo |
| Racing Club de Montevideo        | -                  | -        | Montevideo |
| Rampla Juniors Fútbol Club       | -                  | -        | Montevideo |
| Club Atlético River Plate        | -                  | -        | Montevideo |
| Institución Atlética Sud América | -                  | -        | Montevideo |

## Compétition

### Classement
Le classement est établi sur le barème de points suivant : victoire à 2 points, match nul à 1, défaite à 0.
| Rang | Équipe                      | Pts | J  | G  | N  | P  | Bp | Bc | Diff |
| ---- | --------------------------- | --- | -- | -- | -- | -- | -- | -- | ---- |
| 1    | Nacional T                  | 41  | 27 | 17 | 7  | 3  | 51 | 17 | +34  |
| 2    | Peñarol                     | 38  | 27 | 15 | 8  | 4  | 51 | 31 | +20  |
| 3    | Montevideo Wanderers        | 35  | 27 | 15 | 5  | 7  | 47 | 28 | +19  |
| 4    | Rampla Juniors              | 28  | 27 | 10 | 8  | 9  | 42 | 37 | +5   |
| 5    | Defensor Sporting Club      | 25  | 27 | 11 | 3  | 13 | 41 | 44 | -3   |
| 6    | River Plate                 | 25  | 27 | 8  | 9  | 10 | 30 | 36 | -6   |
| 7    | Central Español Fútbol Club | 24  | 27 | 5  | 14 | 8  | 32 | 40 | -8   |
| 8    | Racing Montevideo           | 21  | 27 | 5  | 11 | 11 | 29 | 43 | -14  |
| 9    | Sud América                 | 19  | 27 | 6  | 7  | 14 | 30 | 46 | -16  |
| 10   | Club Atlético Bella Vista   | 14  | 27 | 3  | 8  | 16 | 22 | 53 | -31  |

| Légende : Qualifications et relégations | Légende : Qualifications et relégations |
| --------------------------------------- | --------------------------------------- |
|                                         | Champion d’Uruguay                      |
|                                         | Relégation en deuxième division         |
|                                         | T : Tenant du titre P : Promus          |

## Bilan de la saison
| Championnat d'Uruguay de football 1934                             |                                      |
| Champion                                                           | Club Nacional de Football (2e titre) |
| Promotions et relégations                                          |                                      |
| Promus en Primera División                                         | Aucun                                |
| Relégués en Championnat d'Uruguay de football de deuxième division | Aucun                                |

## Statistiques

### Meilleur buteur
1. Aníbal Ciocca (Club Nacional de Football), 13 buts.